# Palais Requesens
Le Palais Requesens (en catalan Palau Requesens) est un monument de Barcelone, protégé comme bien culturel d'intérêt national. Situé près de l'église Saints-Just-et-Pasteur, dans le quartier Gothique, le palais Requesens, dit aussi de la Comtesse de Palamós, avait été le palais privé le plus grand de la Barcelone médiévale. Aujourd'hui il est le siège de l'Académie des Belles-Lettres. Après la restauration de 1970, le palais abrite également la Galerie de Catalans Illustres.

## Histoire et description
Le bâtiment fut construit au XIIIe siècle en style gothique, mais a été modifié par la suite. Il a été édifié sur la muraille romaine. La façade a été refaite, sûrement, au XVIe siècle, ainsi que la cour gothique, transformée au XVIIe siècle. Plusieurs fenêtres bifores et trifores gothiques s'ouvrent sur les murs de la cour.

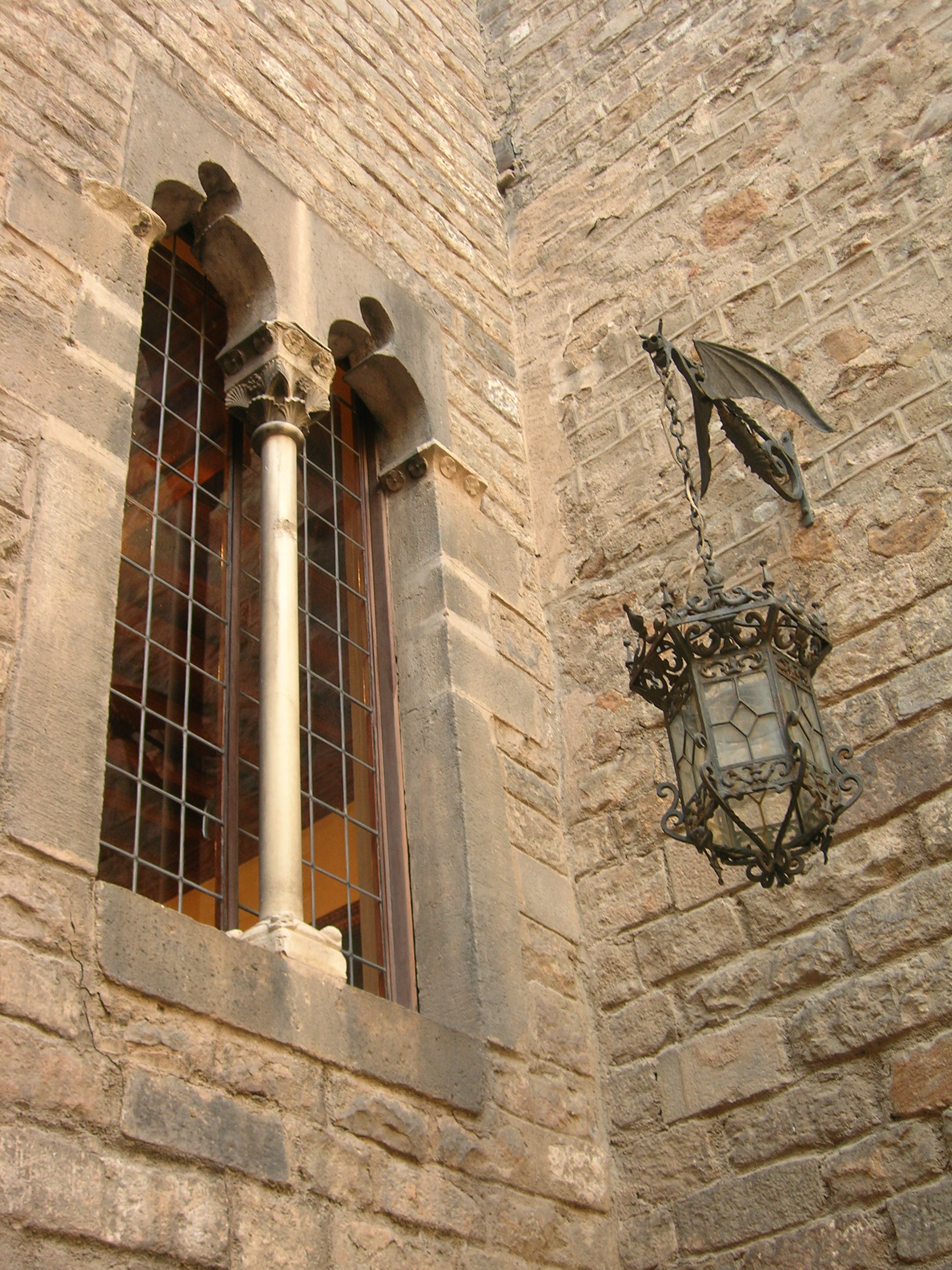
Fenêtre géminée sur la cour du palais

L'étage noble abrite le salon de séances, la salle de comptes-rendus et le bureau du président de l'Académie, situé à l'intérieur de la tour romaine. Au bout nord de cet étage il y a une cour arborée, un bassin au centre et une arcade de deux étages au fond, dans un style néoclassique d'arrière-goût romantique.
Le reste des dépendances sont adaptées aux besoins actuels.

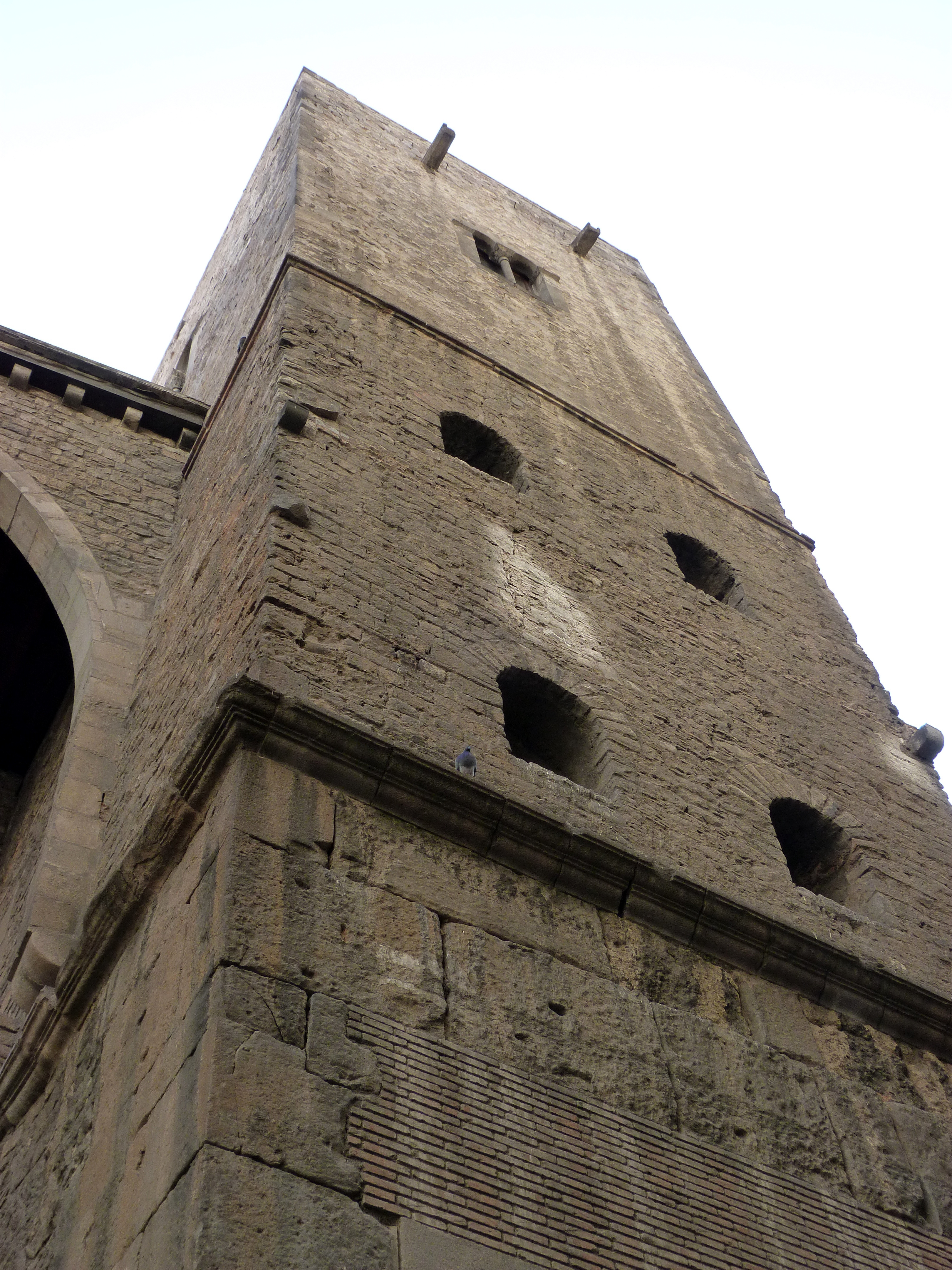
Tour de la muraille romaine où s'établit le palais